# ヒンドゥ・ラジ山脈
ヒンドゥ・ラジ山脈（ウルドゥー語: سلسلہ کوہ ہندو راج、英語: Hindu Raj）は、パキスタンのヒンドゥークシュ山脈とカラコルム山脈の間にある山脈である。
最高峰は、標高6,872メートルのコヨ・ゾムである。他の著名な山には、ブニ・ゾム、ガモバール・ゾム、グル・ラシュト・ゾムがある。この山脈には8000メートル峰や7000メートル峰が存在しないことから、周辺の他の山脈に比べて有名ではない。
1974年には、日本人の登山家3人が登頂中に滑落、1人が死亡する事故が発生している。